# El Zapote, Metlatónoc
El Zapote är en ort i Mexiko.   Den ligger i kommunen Metlatónoc och delstaten Guerrero, i den sydöstra delen av landet, 270 km söder om huvudstaden Mexico City. El Zapote ligger 811 meter över havet och antalet invånare är 259.
Terrängen runt El Zapote är kuperad åt sydost, men åt nordväst är den bergig. El Zapote ligger nere i en dal. Runt El Zapote är det ganska glesbefolkat, med 43 invånare per kvadratkilometer. Närmaste större samhälle är Tierra Colorada, 8,5 km öster om El Zapote. I omgivningarna runt El Zapote växer huvudsakligen savannskog.